# Heterostemon otophorus
Heterostemon otophorus är en ärtväxtart som beskrevs av Noel Yvri Sandwith. Heterostemon otophorus ingår i släktet Heterostemon och familjen ärtväxter. Inga underarter finns listade i Catalogue of Life.